# Galanga Livre
Galanga Livre é o álbum de estréia do rapper Rincon Sapiência, o álbum foi lançado em 25 de maio de 2017 pela Boia Fria Produções contendo 13 faixas. Seu disco solo Galanga Livre foi eleito o melhor disco brasileiro de 2017 pela revista Rolling Stone Brasil. Sendo aclamado pela crítica chamando a atenção principalmente pela vasta variedade rítmica apresentada no álbum.  Conquistando dois troféus no Prêmio Multishow de sete indicações, o Prêmio Bravo! de Melhor Disco de 2017 e também o título de Revelação do Ano, além da escolha como Artista do Ano pela APCA, prêmios que lhe garantiram um convite para participar como destaque nacional do line-up do Lollapalooza 2018.
Aprimorando a originalidade de suas composições, já marcadas por influências das músicas africana, eletrônica e jamaicana. A notória negritude presente no álbum se faz sentir nos ritmos, que vão desde a capoeira até o blues, passando pelo coco e pela tropicália, até o afrobeat, permeadas pela veia rock and roll característica do rapper. As músicas foram todas produzidas pelo próprio rapper, com exceção de “Amores às Escuras”  que foi produzida por Gambia Beats. O álbum, lançado pelo selo Boia Fria Produções, conta com a coprodução musical, mixagem, e direção do experiente William Magalhães (Banda Black Rio). Masterizado por Arthur Joly (Reco-Master), “Galanga Livre” exalta sonoridades das raízes africanas, combinadas com letras que abordam a consciência e a valorização da afro descendência no Brasil contemporâneo.

## Faixas
| Edição padrão  |                                           |                                                                       |         |  |
| N.º            | Título                                    | Compositor(es)                                                        | Duração |  |
| 1.             | "Intro"                                   | Rincon Sapiência, Tom Zé, Valdez                                      | 0:24    |  |
| 2.             | "Crime Bárbaro"                           | Rincon Sapiência, Tom Zé, Valdez                                      | 3:34    |  |
| 3.             | "Vida Longa"                              | Rincon Sapiência                                                      | 3:37    |  |
| 4.             | "A Volta pra Casa"                        | Rincon Sapiência                                                      | 2:46    |  |
| 5.             | "Meu Bloco"                               | Rincon Sapiência                                                      | 3:29    |  |
| 6.             | "Moça Namoradeira" (com Lia de Itamaracá) | Lia de Itamaracá, Rincon Sapiência                                    | 4:32    |  |
| 7.             | "A Noite É Nossa"                         | Rincon Sapiência                                                      | 4:01    |  |
| 8.             | "Amores ás Escuras"                       | Gambia Beats, Rincon Sapiência                                        | 4:06    |  |
| 9.             | "A Coisa Tá Preta"                        | Claudio Slom, Octavio Bailly Jr., Paulinho Da Costa, Rincon Sapiência | 4:02    |  |
| 10.            | "Benção" (Rincon Sapiência)               | Rincon Sapiência                                                      | 3:37    |  |
| 11.            | "Galanga Livre"                           | Rincon Sapiência                                                      | 3:34    |  |
| 12.            | "Ostentação á Probreza"                   | Rincon Sapiência                                                      | 3:55    |  |
| 13.            | "Ponto de lança"                          | Rincon Sapiência                                                      | 3:34    |  |
| Duração total: | Duração total:                            | Duração total:                                                        | 46:17   |  |

## Prêmios e indicações
| Ano  | Prêmio           | Categoria              | Indicação        | Resultado | Ref.   |
| ---- | ---------------- | ---------------------- | ---------------- | --------- | ------ |
| 2017 | Prêmio Multishow | Melhor Capa de Disco   | Galanga Livre    | Venceu    |        |
| 2017 | Prêmio Multishow | Melhor Produtor        | Galanga Livre    | Venceu    |        |
| 2017 | Prêmio Multishow | Canção do Ano          | "Ponto de lança" | Indicado  |        |
| 2017 | Prêmio Multishow | Clipe - Melhor Direção | Galanga Livre    | Indicado  |        |
| 2017 | Prêmio Multishow | Melhor Disco           | Galanga Livre    | Indicado  |        |
| 2017 | Prêmio Bravo!    | Melhor Disco de 2017   | Galanga Livre    | Venceu    | [ 10 ] |